# 2010–2011-es magyar női vízilabdakupa
A 2010–2011-es magyar női vízilabdakupa, szponzorált nevén az Theodora-Magyar Kupa, a tizenegyedik kiírás volt a versenysorozat történetében. A kupára nyolc csapat nevezett. A győzelmet a Szentes szerezte meg.

## Eredmények

### Selejtező
október 16-17.
A csoport (Hajós Alfréd Nemzeti Sportuszoda)
| Hely. | Csapat                | M | Gy | D | V | G+ | G– | Gk  | P | Továbbjutás vagy kiesés    |      | DUV  | BVSC | UVSE | BHSE |
| ----- | --------------------- | - | -- | - | - | -- | -- | --- | - | -------------------------- | ---- | ---- | ---- | ---- | ---- |
| 1.    | Dunaújvárosi Főiskola | 3 | 3  | 0 | 0 | 44 | 14 | +30 | 9 | Továbbjutott az elődöntőbe |      | —    | 9–3  | 15–4 | 20–7 |
| 2.    | BVSC-Zugló            | 3 | 1  | 1 | 1 | 24 | 24 | 0   | 4 | Továbbjutott az elődöntőbe |      | 3–9  | —    | 12–6 | 9–9  |
| 3.    | UVSE                  | 3 | 1  | 0 | 2 | 25 | 30 | −5  | 3 |                            |      | 4–15 | 6–12 | —    | 15–3 |
| 4.    | Bp. Honvéd            | 3 | 0  | 1 | 2 | 19 | 44 | −25 | 1 |                            | 7–20 | 9–9  | 3–15 | —    |      |

B csoport (Szeged)
| Hely. | Csapat             | M | Gy | D | V | G+ | G– | Gk  | P | Továbbjutás vagy kiesés    |     | SZEN | SZEG | EGER | KECS |
| ----- | ------------------ | - | -- | - | - | -- | -- | --- | - | -------------------------- | --- | ---- | ---- | ---- | ---- |
| 1.    | Szentesi VK        | 3 | 3  | 0 | 0 | 17 | 7  | +10 | 9 | Továbbjutott az elődöntőbe |     | —    | 6–5  | 6–2  | 5–0  |
| 2.    | Universitas Szeged | 3 | 2  | 0 | 1 | 35 | 22 | +13 | 6 | Továbbjutott az elődöntőbe |     | 5–6  | —    | 11–9 | 19–7 |
| 3.    | Egri VK            | 3 | 1  | 0 | 2 | 16 | 17 | −1  | 3 |                            |     | 2–6  | 9–11 | —    | 5–0  |
| 4.    | Kecskemét          | 3 | 0  | 0 | 3 | 7  | 29 | −22 | 0 |                            | 0–5 | 7–19 | 0–5  | —    |      |

A Kecskemét az első mérkőzés után közlekedési balesetet szenvedett, a többi mérkőzését nem játszotta le, ezeket 5-0-lal mérkőzés nélkül igazolták.

### Elődöntő
november 19., Szőnyi út
| 1. csapat          | Eredmény | 2. csapat             |
| ------------------ | -------- | --------------------- |
| Universitas Szeged | 13–8     | BVSC-Zugló            |
| Szentesi VK        | 8–6      | Dunaújvárosi Főiskola |

### Döntő
| 2010. november 21. 15:00 | Szentesi VK                             | 6–5 | Universitas Szeged              | Szőnyi út Nézőszám: 200 Játékvezetők: Székely Balázs Bátori György |
| 2010. november 21. 15:00 | (2–2, 1–1, 1–1, 2–1)                    |     |                                 | Szőnyi út Nézőszám: 200 Játékvezetők: Székely Balázs Bátori György |
| 2010. november 21. 15:00 | Kotova 2 Brávik F 2 Miskolczi 1 Gémes 1 |     | Drávucz 3 Dalmády P. 1 Árkosy 1 | Szőnyi út Nézőszám: 200 Játékvezetők: Székely Balázs Bátori György |

A Szentes kupagyőztes csapatának tagjai:
Bakos Anna, Brávik Fruzsina, Gémes Anett, Gyöngyössy Anikó, Győri Eszter, Hevesi Anita, Jankovics Eszter, Anasztaszija Kotova, Kövér-Kiss Réka, Magarijama Sino, Miskolczi Kitti, Rácz Daniella, Sipos Dorina, Takács Orsolya, Edző: Zantleitner Krisztina 